# Andy Long
Pour les articles homonymes, voir Long.
Pas d'image ? Cliquez ici

a Compétitions nationales et continentales officielles uniquement.

b Matchs officiels uniquement.
Dernière mise à jour le 22 septembre 2022.
Andrew Edward Long, est né le 2 septembre 1977 à Poole (Angleterre). C’est un joueur de rugby à XV, qui joue avec l'équipe d'Angleterre entre 1997 et 2001, évoluant au poste de talonneur (1,80 m et 103 kg). 

## Carrière
Andy Long a eu sa première cape internationale le 15 novembre 1997, à l’occasion d’un match contre l'équipe d'Australie. 
Il joue avec les Newcastle Falcons en Challenge européen et dans le Championnat d'Angleterre.
Avec Newcastle, il a disputé la coupe d'Europe en 2004-2005 (5 matchs).
En 2009, il joue une saison en Espagne avec El Salvador Rugby.
Il joue ensuite deux saisons à Northampton, avant de prendre sa retraite de joueur en 2012 à la suite d'une blessure aux cervicales.

## Palmarès
- 2 sélections avec l'équipe d'Angleterre
- Sélections par année : 1 en 1997, 1 en 2001

### Coupe d'Europe
| Date de la finale | Vainqueur             | Finaliste       | Score | Lieu de la finale      | Spectateurs |
| 31 janvier 1998   | Bath Rugby Angleterre | CA Brive France | 19-18 | Parc Lescure, Bordeaux | 36 500      |